# Spaltung (Recht)
Spaltung (oder Teilung) ist in der Betriebswirtschaftslehre und im Gesellschaftsrecht die Umwandlung von Unternehmen, die zu einer Veränderung des Unternehmenswerts führt.

## Allgemeines
Ein Unternehmen muss nicht dauerhaft in seinem Substanzwert erhalten bleiben, sondern kann durch Restrukturierung seiner Unternehmens- oder Organisationsstruktur substanziell verändert werden. Dazu müssen Unternehmer oder Gesellschafter konstitutive Entscheidungen treffen, die innerhalb eines ökonomischen Gestaltungsspielraums liegen müssen. Betriebswirtschaftliche Gründe für diese Entscheidungen können insbesondere die Konzentration auf das Kerngeschäft mit der Folge einer Ausgliederung, das Gegenteil der Diversifikation mit der Folge der Eingliederung oder Funktionstrennung und Segmentierung sein, die zur Spaltung führen können.
Bei der Teilung im weitesten Sinne ist eine wirtschaftliche und/oder rechtliche Verselbständigung eines oder mehrerer Teile eines Unternehmens zu verstehen.

## Arten
Die Spaltung kommt in drei Arten vor:
- Aufspaltung: Wichtigste Form ist die Betriebsaufspaltung. Eine Aufspaltung kann geschehen, indem
  - das Betriebsvermögen auf andere bestehende Rechtssubjekte übertragen wird (Aufspaltung durch Aufnahme: {\displaystyle A\to B}) oder
  - es werden neue Rechtssubjekte gegründet (Aufspaltung zur Neugründung: {\displaystyle A+B}). Hierzu gehört die Betriebsaufspaltung.
- Abspaltung ({\displaystyle A=B+C}),
- Ausgliederung/Ausgründung: Typische Form ist das Spin-off.

Das Outsourcing kann in Form der Aufspaltung oder Abspaltung durchgeführt werden. Diese Arten kommen nicht nur bei Einzelunternehmen vor, sondern können auch im Konzern angewandt werden.
Unterschieden wird auch zwischen der horizontalen und vertikalen Spaltung, wenn es um die Spaltungsebene geht. Kommt es zur Spaltung in nebeneinander bestehende Schwestergesellschaften, liegt eine horizontale Spaltung vor.  Bei der vertikalen Spaltung entstehen regelmäßig übergeordnete Muttergesellschaften mit ihren untergeordneten Tochtergesellschaften.
Unter dem Oberbegriff der Spaltung werden auch im Umwandlungsgesetz (UmwG) die Aufspaltung, Abspaltung und Ausgliederung subsumiert (§ 123 UmwG). Hier wird der Begriff Spaltung als Rechtsbegriff genutzt. Bei der Aufspaltung überträgt ein Unternehmen sein Vermögen unter Auflösung ohne Abwicklung auf andere Unternehmen, die als Gegenleistung Anteile an die Gesellschafter des übertragenden Unternehmens gewähren (§ 123 Abs. 1 UmwG). Bei der Abspaltung bleibt der übertragende Rechtsträger dagegen erhalten (§ 123 Abs. 2 UmwG). Auch bei der Ausgliederung bleibt der übertragende Rechtsträger erhalten, wobei die Anteile an das übertragende Unternehmen (und nicht an dessen Gesellschafter wie bei der Aufspaltung) gewährt werden (§ 123 Abs. 3 UmwG). Die Ausgliederung wird als Unterfall der Aufspaltung behandelt.

## Steuerrecht
Die Aufspaltung, Abspaltung und Übertragung auf eine andere oder mehrere Körperschaften sind steuerlich neutral, wenn die Buchwerte fortgeführt werden. Es müssen jedoch zusätzlich zu den §§ 11 bis 13 UmwStG auch die Bedingungen des § 15 UmwStG erfüllt werden.

## International
Auch international sind diese unternehmerischen Maßnahmen bekannt. So wird im angelsächsischen Bereich die Aufspaltung als englisch splitting, die Abspaltung als englisch spin-off und die Ausgliederung als englisch outsourcing behandelt. In Frankreich sind die Aufspaltung (französisch scission) und Abspaltung/Ausgliederung (französisch apport partiel d’actif) gesetzlich geregelt.

## Wirtschaftliche Aspekte
Durch Spaltung verringert sich im Regelfall die Betriebsgröße von mindestens einem Unternehmen. Das kann im Extremfall zur Folge haben, dass aus einem Großunternehmen ein mittelständisches oder aus letzterem ein Kleinunternehmen wird. Motive für eine Spaltung können deshalb auch die Verringerung der Transparenz aus dem Aktienrecht sein, dessen Bilanzierungsvorschriften auch auf der Unternehmensgröße (Bilanzsumme, Umsatzerlöse, Zahl der Beschäftigten) beruhen.
Teilungen können einen Beitrag zur Erhöhung der strategischen, strukturellen, kosten- und qualitativen Flexibilität leisten. Zweck der Teilungen kann die Marktsegmentierung, Verbesserung der Rentabilität, Hebung von Synergieeffekten, Erhöhung der Wettbewerbsfähigkeit oder Verbesserung/Verschlechterung der Markttransparenz sein.